# Cortland County
Cortland County är ett administrativt område i delstaten New York, USA. År 2010 hade countyt 49 336 invånare. Den administrativa huvudorten (county seat) är Cortland. 

## Geografi
Enligt United States Census Bureau så har countyt en total area på 1 300 km². 1 295 km² av den arean är land och 5 km² är vatten. 

### Angränsande countyn
- Onondaga County, New York - nord
- Madison County, New York - nordost
- Chenango County, New York - öst
- Broome County, New York - sydost
- Tompkins County, New York - sydväst
- Tioga County, New York - sydväst
- Cayuga County, New York - nordväst